# تعلم ثقافي
التعلم الثقافي، أو انتقال الثقافة، هي طريقة تعلم أو نقل معلومات جديدة لمجموعة من البشر أو الحيوانات ضمن مجتمع ما. فأسلوب التعلم يعتمد بشكل كبير على الأسلوب التي تعتمده حضارة ما في التعامل مع الأولاد والشباب اليافع.
فمن سيماء الثقافة إنها تنتقل عن طريق المشاركة والتفاعل والخبرة وليس بيولوجيا توارثا من الوالدين [بحاجة لمصدر]. تسمى عملية اكتساب الطفل للثقافة بالتثقيف (بالإنجليزية: enculturation)‏.
فيما يتعلق التعلم الثقافي، فان البشر يقومون بخلق وتذكر والتعامل مع أفكار. أنهم يطبقون نظام معقد من المعاني الرمزية فيما يشبه بمكانيات التحكم مثل القوانين والوصفات والإرشادات.

## تطبيقات في عالم الحيوان
هناك العديد من الحيوانات الاجتماعية التي تتعلم من أفراد آخرين من قطيعهم. فالذئاب، مثلا، يتعلمون إستراتيجيات مختلفة للصيد من أفراد مختلفين من القطيع. والدلافين تمرر معلومات فيما بينها عن طرق استعمال بعض الأدوات.
التناقل الثقافي لاستعمال الأدوات بين الدلافين، PNAS، الجزء 102 العدد 25، يونيو 2005، صفحات 8939 إلى 8943.
ويعتقد أن الإنسان يمر بنفس حالات التعلم الثقافي إلا أنه يتميز بالقدرة على التفكير التجريدي.